# Bushehr (shahrestan)
Bushehr (persiska: شهرستان بوشهر, Shahrestan-e Bushehr) är en delprovins (shahrestan) i Iran. Den ligger i provinsen Bushehr, vid Persiska viken. Administrativt centrum är staden Bushehr.
Delprovinsen hade 298 594 invånare 2016.